# سيسيل ساندفورد
سيسيل ساندفورد (بالإنجليزية: Cecil Sandford)‏ (21 فبراير 1928 - 28 نوفمبر 2023)، هو متسابق دراجات نارية إنجليزي، فاز ببطولة سباق الجائزة الكبرى للدراجات النارية. نافس في سباقات بطولة العالم لفئة 500 سي سي ولفئة 350 سي سي ولفئة 250 سي سي ولفئة 125 سي سي ولفئة 50 سي سي. كما شارك في كأس جزيرة مان السياحية.

## البطولات
- سباق الجائزة الكبرى للدراجات النارية 1952
- سباق الجائزة الكبرى للدراجات النارية 1957